# あばれる君
あばれる君（あばれるくん、本名：古張 裕起（こばり ひろき）、1986年9月25日 - ）は、日本のお笑い芸人。
福島県東白川郡矢祭町出身。ワタナベエンターテインメント所属。

## 来歴
- 白河市立白河第二中学校、福島県立白河高等学校[4]、駒澤大学法学部卒業[5]。
- 小学生時代から目立ちたがり屋で、『爆笑オンエアバトル』（NHK総合）を見てお笑いに開眼し、中学生の時にはすでに「お笑い芸人になりたい」と周りに言っていたという。高校や大学の文化祭では、いつもお笑いのネタを披露していた[6]。
- 2008年、大学生お笑いアマチュア選手権大会 「第2回笑樂祭」にて特別賞受賞。ワタナベコメディスクール特待生入学（9期生）。卒業と同時に現在の事務所に所属[6]。
- 2010年、「めちゃイケ新メンバーオーディション」3次選考進出[7]。
- 2014年12月5日、故郷・福島県の棚倉警察署の一日署長を務めた[8]。
- 2015年、R-1ぐらんぷり決勝進出。

## 人物
- 矢祭町立矢祭中学校の校長（英語科教諭）を務めた父[9]に「芸人になりたい」と説明したときに「頑張ったところを見せたらなっていい」と言われ、大学時代に教員免許を取得した（中学一種：社会、高校一種：地理歴史・公民）[2]。得意分野は第二次世界大戦。
- 高校時代には山岳部でインターハイに出場した[2][10][11]が、高校3年生時の登山の全国大会で、耐えられないほどの腹痛に襲われたために登山道で排便したところ、それを大会関係者と教師が熊の糞と勘違いし、登山ルートが変更になってしまったという[12]。当時の山岳部の顧問で恩師でもあった先生が2018年8月19日放送の『パネルクイズ アタック25』（ABCテレビ）に出場した際には、印象に残った生徒と評されたうえに結婚の話も披露され、Twitterで反応を見せた[13]。
- 芸人になる前は、フリースタイルバトルのラッパーもやっていたことがあった。しかし、ある日バトルをしていた最中に泣き出し、これをきっかけにラッパーは辞めたという[14]。
- 大学生時代に相方募集掲示板で知ったお笑い集団に参加し、「顔面洗濯バサミ」などのリアクション芸を特訓していた[15]。
- 尊敬する芸人は劇団ひとり、やまもとまさみ、永野[6]、ピークフォーム井出（アンダーライン）[16]。
- たこ焼き店でアルバイトをしており、ネタはそこで見かける客たちの人間観察からできるという[17]。
- 芸名は、アルバイトでテンパった際に皿を大量に割ってしまった時に店長から命名されたものである[11]。
- 芸の練習は、いつも公園の木や電柱などを使って行う。
- 読書好きで、特に好きなのは冒険小説。常に2-3冊持ち歩いているほどで、いつか小説を書きたい願望も持っているという[6]。
- 2013年10月17日に、高校生時代から交際していた同じ高校の先輩で1歳年上の看護師の一般女性と結婚した[11][13]。2016年1月4日放送の『有吉ゼミ新春SP』（日本テレビ）の番組内で妻の第1子妊娠を公表し[18]、同年6月9日に福島県内の病院で第1子男児の誕生に立ち会う[19]。2021年8月12日、第2子が誕生[20]。
- 左利きであるが、筆記は右手[21]。
- 『芸能人格付けチェック 大予選会 2017』（テレビ朝日）では、「2017年テレビに出してはいけない芸人は誰？」として犯罪心理学者の分析のもとに実施された犯罪危険度テストでは危険度指数76で参加24人中1位の数字を叩き出し、テレビに出るのが最も危険な芸人と評された[22]。
- 東日本大震災で亡くした警察官の叔父を誇りに思っており、夜勤明けで非番だったにもかかわらず避難誘導に当たって津波で殉職したというその最期から、自分も最後の最後まで体を張り続けることを誓っている[23]。
- 2022年1月、『アイ・アム・冒険少年』でのあばれる君によるワープ行為などのやらせ疑惑が『週刊文春』で報道された[24]。この疑惑に対し、あばれる君は同月22日に自身のInstagramストーリーズにて「笑いを届けたい気持ち」とコメントし疑惑には触れなかった。また、番組公式サイトは「アドベンチャーバラエティです」と番組のコンセプトを説明した[25]。
- バラエティ番組「ポケモンゲット☆TV」の企画で通信交換のみで図鑑完成を目指す『ポケモン交換の旅』に挑戦。企画以前に予備知識はなかったが、この企画に挑戦してから「ポケットモンスター」シリーズのファンとなり、現在では自身のYouTubeチャンネルでもポケモンの対戦配信などを行なっている。
- 2025年8月1日、自身がプロデュースする体験型コミュニティー「あばれる君のアドベンチャークラブ」を本格始動させることを発表した[26]。前日に「明日8／1(金)正午　皆さまへ重大発表をさせていただきます。」と告知していたため、さまざまな予測が行われていた[27]。

## 芸風
主に一人コントで、漫談を行うこともある。一人コントでは「熱血ひとり芝居」と言われるネタを披露しており、必死で一生懸命すぎるために空回ってしまう人物を暑苦しいほどのハイテンションで演じる。この時、BGMに鬼束ちひろの「月光」がよく使用される（稀に中島みゆきの「地上の星」が使用されることもある）。緊張しやすいこともあり、実際にほとんどの舞台上で大汗をかいている。コントでは「ヤナギダイサオ」という役名を使っていることが多い。バラエティ番組などの平場では、「自分はそうは思いません!」という持ちネタがある。
「力強い芸」を心掛けており、「言葉一つ一つが重く、体の中にグッとくるようなネタが出来たら」といつも思っているという。

## 出演

### テレビ

#### 現在
レギュラー
- シェア!（2021年10月4日 - 、福島放送) 月曜レギュラー
- ポケモンとどこいく!?（2022年4月3日 - 、テレビ東京）

準レギュラー・不定期出演
- 有吉の壁（日本テレビ）
- 有吉ゼミ（日本テレビ）
- 相葉マナブ（テレビ朝日）
- サンドのぼんやり〜ぬTV（東北放送）
- アイ・アム・冒険少年（TBS・ロケ出演） - 冠コーナー「あばれる君の森林サバイバル」も受け持っている。
- 東大王（TBS）
- ラヴィット!（2021年10月27日[29] - 、TBS・ロケ出演） - 冠コーナー「旬の食材いただきます! あばれる食堂」。週替わり（概ね隔週）で放送。
- 世界の何だコレ!?ミステリー（フジテレビ）学術調査員として、主に歴史や伝説に関する現地調査を担当する。

不定期特番
- やりすぎ都市伝説（テレビ東京）
- 緊急SOS!池の水ぜんぶ抜く大作戦（テレビ東京）

#### 過去
- スポーツパラダイス（2010年4月16日 - 2011年3月25日、静岡朝日テレビ） - 「K☆LINK」
- 爆笑レッドシアター（2010年8月25日、フジテレビ） - 「ホワイトシアター」
- 笑っていいとも!（2010年9月10日・11月9日、フジテレビ） - 「ギャグマーケット」
- めちゃ²イケてるッ!（2010年10月3日、フジテレビ） - 新メンバーオーディションで三次審査まで残る
- 爆笑一番（2010年10月28日、秋田テレビ）
- シンガタ（2010年11月13日、日本テレビ） - ネクストブレイク芸人
- 新世紀ネタキング決定戦（2010年11月18日、TOKYO MX）
- 新春 鶴瓶大新年会（2011年1月1日、フジテレビ） - 「ギャグ記憶バトル」
- 今田耕司プレゼンツ 鶴瓶vs未知数芸人 俺の相方誰やねん!?スペシャル（2011年1月2日、関西テレビ）
- スピンオフ!!（2011年1月8日、フジテレビ）
- ピラメキーノ（2011年5月13日、テレビ東京） - 「バカウケコドモ-1GP」
- さすらう犬の種まき（2011年11月2日 - 11月23日、TOKYO MX）
- オンバト+（NHK総合） - 戦績6勝4敗、最高505KB
- ぐるナイおもしろ荘 〜若手芸人を大売り出し 誰か使ってスペシャル〜（2013年1月1日（2012年12月31日深夜）、日本テレビ）
- 日10☆演芸パレード（2013年3月17日など、毎日放送）
- シューイチ（2013年4月28日、日本テレビ）
- よくぞ行きましたTV（2013年9月13日、テレビ朝日）
- 行列のできる法律相談所（2013年11月10日、日本テレビ）
- ZIP!（日本テレビ） - 「笑いの単語チョウ」→「一分動画笑」
- 新春レッドカーペット（2014年1月1日、フジテレビ） - キャッチコピーは熱血修行僧
- エンタの神様 大爆笑の最強ネタ大大連発SP（2014年7月28日、日本テレビ）
- ポケモンゲット☆TV（2013年11月10日 - 2015年9月20日、テレビ東京） - 「ポケモンずかん完成の旅」「ポケモン交換の旅」
- ポケモンの家あつまる?（2015年10月4日 - 2022年3月27日、テレビ東京）
- 笑点 第2485回　演芸コーナー（2015年10月11日、日本テレビ）[30]
- 内村さまぁ〜ず SECOND #224（2015年11月23日、Amazonプライムビデオ）
- おはスタ（2016年4月18日 - 2021年2月25日、テレビ東京）[注 1]
- わらたまドッカ〜ン（2017年4月10日、2018年1月8日、NHK Eテレ）
- ナニコレ珍百景（テレビ朝日、ロケ出演）
- スッキリ!!（日本テレビ、ロケ出演)
- ドミソラ2（福島放送）
- お取り寄せ不可!?列島縦断 宝メシグランプリ Part1、Part2（2018年11月23日、NHK総合）
- オールスター後夜祭（2019年4月7日[31]、TBS）
- ダウンタウンDX（読売テレビ）
- ヨジデス（KFB福島放送）
- 上沼高田のクギヅケ！（読売テレビと中京テレビの共同制作）
- カミングアウトバラエティ!!秘密のケンミンSHOW（読売テレビ）
- ディスカバリーエンターテインメント 秘密のケンミンSHOW極（読売テレビ）
- ニノさん（日本テレビ）
- 千原ジュニアの座王！（関西テレビ）
- クイズ!あなたは小学5年生より賢いの?（日本テレビ）
- 有吉ぃぃeeeee!（テレビ東京）
- この差ってなんですか？（TBS）
- 解決!マルガリータファイブ（2021年4月23日、テレビ朝日） - 特派員[32]
- ウチ買う ようこそ 東海エリアの楽しいおう（2021年9月4日、中京テレビ）
- 幸せ!ボンビーガール（日本テレビ ロケ出演）
- 発見!タカトシランド（北海道文化放送）
  - 2023年10月20日 -「札幌芸術の森エリアでいいとこ探し!」
  - 2023年11月3日 -「豊平川エリアでいいとこ探し!」
- ホンマでっか!?TV（フジテレビ）
  - 2022年5月25日 -「新米パパ 集団人生相談」
  - 2024年3月27日 -「なぜか人に好かれる人のヒミツ」
- あぐり王国北海道NEXTゴールデン1時間スペシャル!!（2024年10月23日、北海道放送）

### ラジオ
レギュラー
- あばれる君のイグニッション ラジオタイム（2023年4月1日 - 、かしわプロダクション[33]）

不定期特番
- ナダル加藤あばれるのMBSヤングタウンNEXT（2020年9月27日 - 、MBSラジオ）※9月23日より収録の様子をRadiotalkにて生配信[34]

### インターネット配信
- HITOSHI MATSUMOTO presents ドキュメンタル（2021年、Amazonプライム・ビデオ） - シーズン9出演

### CM
- マルハニチロ食品（現・マルハニチロ）「新中華街シリーズ」3篇（2013年10月）
- タカラトミー「ポケモン図鑑XY」（2014年9月）
- 日本マクドナルド「ハッピーポケモンチャレンジ」編（2014年12月）
- サントリー食品インターナショナル「BOSS」（2015年）[35]
- 朝日新聞「折々のことば」（2015年）
- トヨタ自動車トリプルアシスト「もしも私が」編（2015年12月）[36]
- ソフトバンク「Y!mobile」（2016年）[37] 桐谷美玲と共演
- ポケモン「ポケモンカードゲーム」「ポッ拳 POKKÉN TOURNAMENT」（2016年 2022年 - ）南沙良と共演
- P&G「レノア」「アリエール」（2017年 2023年 - ） - マツコ・デラックス、生田斗真と共演
- 秀光ビルド（2017年）
- アフラック 健康保険医療保険「あなたの健康を応援したい：ランチ」篇（2018年10月 - ） - 田中圭と共演[38]
- サンヨー食品「サッポロ一番」
- RSUPPORT RemoteView「遠隔寺に駆け込み！：遠隔操作篇」編（2021年10月 - ）[39][40]
- 損害保険ジャパン 入院パスポート「入院パスポート・ドミノ篇・あばれる君ｖｅｒ」（2021年11月 - ）[41]
- ふくしま12市町村移住支援センター「未来ワークふくしま」（2021年12月 - 2022年3月） - 移住ナビゲーター
- 福島民報「あばれる君語る」篇（2022年5月 - ）
- サントリーホールディングス「ザ・プレミアム・モルツ」（2023年7月 - ）WebCM
- 積水ハウス（2024年1月 - ）WebCM
- 日産自動車「日産・リーフ」（2024年1月 - ）WebCM
- NTTコノキュー「ロストアニマルプラネット」（2024年3月 - ）

### DVD
- あばれる君です よろしくお願いします。（2014年5月28日）
- ポケモンゲット☆TV スペシャルDVD[注 2]（2014年7月12日） - 「ポケモン交換の旅 スペシャル番外編」
- あばれる君単独ライブ「うまれる君」（2015年12月23日）

### 映画
- 聯合艦隊司令長官 山本五十六（2011年、東映） - 本名の「古張裕起」名義。

### テレビドラマ
- 水戸黄門（2017年10月4日、BS-TBS） - 番頭役（ご当地起用）
- おじゃる丸スペシャル アニメじゃないでおじゃる?（2017年11月3日、NHK Eテレ）
- 無用庵隠居修行9（2025年9月23日〈予定〉、BS朝日4K） - 次郎吉 役[42]

### Webドラマ
- あばれる君の実写版マジで!!まじめくん!（2016年 - 、YouTubeコロコロチャンネル） - まじめくん 役

### テレビアニメ
- ポケットモンスター サン&ムーン（2017年3月23日、テレビ東京） - ヒロキ 役
- ポケットモンスター (2019年のアニメ)（2022年2月11日、テレビ東京） - ガラルヤドキング 役[43]
- ポケットモンスター (2023年のアニメ)（2025年4月11日、テレビ東京） - 生徒 役[44]

### 劇場アニメ
- ポケモン・ザ・ムービーXY&Z ボルケニオンと機巧のマギアナ（2016年、東宝） - オニゴーリ 役

### その他
- Let's競歩 あばれる君（『最強ジャンプ』2023年10月号[45] - ） - 『おはスタ』の企画から誕生したあばれる君が登場する漫画[46]
- 東北楽天ゴールデンイーグルス球団歌「羽ばたけ楽天イーグルス」20周年スペシャルバージョン（2024年、同球団公式YouTubeチャンネル）[47]- 東北出身者の一員として参加。自身は野球ファンを公言していないが、地元・福島で行われた試合（2015年 楽天vsオリックス @開成山野球場）を始め始球式やセレモニアルピッチを務めたことはある。